# Viscainopelmatus davewerneri
Viscainopelmatus davewerneri is een rechtvleugelig insect uit de familie Stenopelmatidae. De wetenschappelijke naam van deze soort is voor het eerst geldig gepubliceerd in 1970 door Tinkham.